# Thianiini
Thianiini è una tribù di ragni appartenente alla sottofamiglia Euophryinae della famiglia Salticidae dell'ordine Araneae della classe Arachnida.

## Distribuzione
I cinque generi oggi noti di questa tribù sono diffusi dal Pakistan alle Filippine e su Giava e Sumatra; un solo genere, Micalula, è endemico di Panama.

## Tassonomia
A dicembre 2010, gli aracnologi riconoscono cinque generi appartenenti a questa tribù:
- Micalula Strand, 1932 — Panama (1 specie)
- Nicylla Thorell, 1890 — Sumatra (1 specie)
- Thianella Strand, 1907 — Giava (1 specie)
- Thiania C. L. Koch, 1846 — dal Pakistan alle Filippine, Isole Hawaii (17 specie)
- Thianitara Simon, 1903 — Sumatra (1 specie)